# Marocko i olympiska vinterspelen 2022
Marocko deltog i de olympiska vinterspelen 2022 som ägde rum i Peking i Kina mellan den 4 och 20 februari 2022.
Marockos lag bestod av en manlig alpin skidåkare. Yassine Aouich var landets fanbärare vid öppningsceremonin. En volontär var fanbärare vid avslutningsceremonin.

## Alpin skidåkning
Marocko kvalificerade en manlig alpin skidåkare till OS.
| Idrottare      | Gren                 | Åk 1 | Åk 1      | Åk 2             | Åk 2             | Totalt           | Totalt           |
| Idrottare      | Gren                 | Tid  | Placering | Tid              | Placering        | Tid              | Placering        |
| -------------- | -------------------- | ---- | --------- | ---------------- | ---------------- | ---------------- | ---------------- |
| Yassine Aouich | Herrarnas storslalom | DNF  | DNF       | Gick inte vidare | Gick inte vidare | Gick inte vidare | Gick inte vidare |